# Rincon (Bonaire)
Pour les articles homonymes, voir Rincón.
Rincon est une ville située sur l’île de Bonaire, faisant partie du groupe des îles Sous-le-Vent dans les petites Antilles néerlandaises. En 2007, elle comptait 1 788 habitants.

## Patrimoine
- L'église Saint-Louis-Bertrand, consacrée en l'honneur de saint Louis Bertrand, un Dominicain, canonisé par le pape Clément X en 1691.

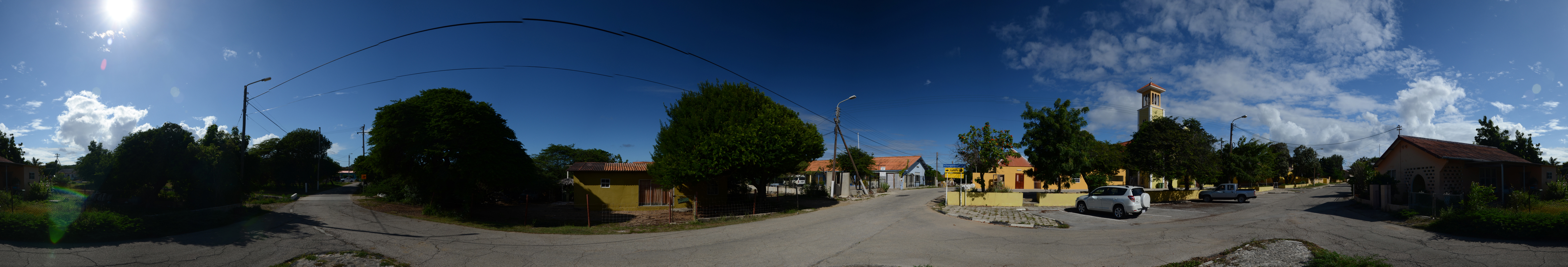
Vue panoramique de Rincon